# لاران (مقاطعة دليجان)
لاران (بالفارسية: لاران) هي قرية تقع في قسم جوشق الريفي (مقاطعة دليجان) في إيران. يقدر عدد سكانها بـ 143 نسمة بحسب إحصاء 2016.